# William Thomas (réalisateur)
Pour les articles homonymes, voir William Thomas.
William Thomas, né le 17 mars 1998, est un réalisateur de clip français. Il est principalement  connu pour avoir réalisé des clips pour des rappeurs comme Niska, Gradur, MHD, Jul, Ninho, Koba LaD, Bolémvn .

## Biographie
Passionné par la musique et la réalisation, William Thomas ouvre un studio d'enregistrement en 2013 avec son cousin avant de se lancer dans la vidéo, le montage et la photographie. Il a commencé à travailler avec Niska en 2014, en étant encore lycéen. À seulement 23 ans, il comptabilise plus de 500 réalisations de clips.

## Filmographie

### Réalisation de clips
Liste non exhaustive.
- 2014 : Allô Maître Simonard de Niska
- 2015 : Charlie Delta Charlie de Niska
- 2015 : Carjack Chiraq de Niska (feat. Xvbarbar & La B)
- 2015 : Mama de Niska
- 2015 : PSG (Matuidi Charo) de Niska (feat. Rako, Brigi, Trafiquinté & Madrane)
- 2015 : Murder de Niska
- 2017 : Chasse à l'homme de Niska
- 2017 : Réseaux de Niska
- 2018 : Ténébreux #4 de Koba LaD
- 2018 : Gunman de Kalash
- 2018 : Pourquoi tu forces de Aya Nakamura et DJ Erise
- 2018 : Oyé de Koba LaD
- 2019 : Fefe de Koba LaD
- 2019 : Du lundi au lundi de Niska
- 2019 : Peligrosa de Lartiste et Karol G
- 2019 : Giuseppe de Niska
- 2019 : Moulaga de Heuss L'Enfoiré et Jul
- 2020 : Djomb de Bosh
- 2020 : Rockstar de Michou et Inoxtag
- 2021 : La promo de Gambino La MG et Negrito
- 2021 : De bon matin de Niska et Guy2Bezbar
- 2021 : Overseas de D-Block Europe et Central Cee
- 2021 : N.I de Niska et Ninho
- 2021 : Double Hook de Gambino La MG et Leto
- 2022 : Eurovision de Central Cee (feat. Rondodasosa, Baby Gang, A2Anti, Morad, Beny Jr, Ashe 22, Freeze Corleone)
- 2022 : Disneyland de Noti
- 2022 : Marlon de Noti
- 2022 : Balader de Soolking
- 2023 : Saiyan de Heuss L'Enfoiré et Gazo
- 2024 : Mélanine de Heuss L'Enfoiré et Werenoi
- 2024 : Bah ouais de Dadi
- 2025: Adriano de Niska